# Piletocera albescens
Piletocera albescens là một loài bướm đêm trong họ Crambidae.